# Свілен Русинов
Свілен Алдинов Русинов (болг. Свилен Алдинов Русинов; нар. 29 лютого 1964, с. Градежниця, Ловецька область) — болгарський боксер, призер Олімпійських ігор, чемпіонатів світу і Європи, чемпіон Європи серед любителів (1993).

## Спортивна кар'єра
Свілен Русинов брав участь в багатьох турнірах протягом 1980-х — 1990-х років.
На чемпіонаті світу 1986 в категорії до 91 кг виграв бронзову медаль, програвши в півфіналі кубинцю Феліксу Савону.
1987 року на чемпіонаті Європи отримав бронзу, програвши в півфіналі Арнольду Вандерліде.
На Олімпійських іграх 1988 програв в першому бою Анджею Ґолоті.
Після Олімпіади перейшов до надважкої категорії. На чемпіонаті Європи 1989 отримав бронзу.
На чемпіонаті світу 1989 Русинов у 1/8 фіналу переміг Ларрі Дональда (США), але в чвертьфіналі програв кубинцю Роберто Баладо — 6-23.
1990 року на Кубку світу зайняв друге місце, знов програвши в фіналі Роберто Баладо — 12-18.
На чемпіонаті Європи 1991 отримав бронзову медаль, програвши в півфіналі Євгену Бєлоусову (СРСР) — 9-29.
На чемпіонаті світу 1991 Русинов у чвертьфіналі переміг Річарда Ігбайнегу (Нігерія), у півфіналі переміг Ларрі Дональда (США) — 19-17, у фіналі програв кубинцю Роберто Баладо — 7-21 і отримав срібну нагороду.

### Виступ на Олімпіаді 1992
- У другому раунді переміг Іштвана Жикора (Уорщина) — 12-4
- У чвертьфіналі переміг Вільгельма Фішера (Німеччина) — 8-5
- У півфіналі програв Річарду Ігбайнегу (Нігерія) — 7-9

1993 року, здобувши чотири перемоги над суперниками, Русинов став чемпіоном Європи, а на чемпіонаті світу в півфіналі переміг Євгена Бєлоусова (Росія) — 7-5, але в фіналі без опору програв Роберто Баладо — 1-10.
На чемпіонаті світу 1995 в першому бою програв Олексію Лєзіну (Росія) — 1-9.
На чемпіонаті Європи 1996 в першому бою зазнав поразки нокаутом в першому раунді від Адальята Мамедова (Азербайджан).
1999 року Русинов провів один бій на профірингу.